# Arrogância
Arrogância é um forte orgulho ou atitude de extrema auto-importância, em particular, uma perda de contato com a realidade e superestima das próprias competências ou capacidades. A arrogância também está associada à falta de humildade e amor a si mesmo, pessoas criadas em torno da arrogância tendem a se tornar arrogantes, podendo ser estimulada por volta dos três anos. Por vezes, está relacionada com a autoimagem inflada, o que explica também a sua raiz latina derivada de vaidade.
É uma atitude geralmente considerada prejudicial e que promove uma cultura negativa, algumas fontes, no entanto, também indicam que a arrogância significa se orgulhar e tomar autoria pelo trabalho de outro. A arrogância é diferente de autoconfiança ou autoestima sendo uma "proteção" para a  insegurança.
Segundo o psicanalista Abrão Slavutzky, a arrogância é um opositor dos opositores do humor, “o indivíduo arrogante não discute, não escuta, pois acredita, sinceramente, ter razão. Olha o mundo numa perspectiva de guerra, em que ou se está com ele ou contra ele” e que “a arrogância da certeza é típica de uma atitude persecutória”.